# Fizički sistem
U fizici, termin sistem ima tehničko značenje; naime, fizički sistem je deo fizičkog svemira koji je izabran za analizu. Sve što je izvan sistema je obuhvaćeno terminom sredina, koja se u analizi ignoriše izuzev u pogledu njenog uticaja na sistem. Podela između sistema i sredine je pitanje slobodnog izbora, koji se u opštem slučaju vrši na način kojim se pojednostavljuje analiza koliko god je to moguće. Izolovani sistem ima zanemarljive interakcije sa sredinom.
Često se sistem u ovom smislu bira na takav način da se podudara sa uobičajenijem shvatanjem sistema, kao što je na primer određena mašina. Fizički sistemi mogu da budu u većoj meri ezoterični: atom, voda u jezeru, ili čak voda u levoj polovini jezera, se mogu smatrati fizičkim sistemom. U izučavanju kvantne dekoherencije, „sistem“ se može odnositi na makroskopska svojstva jednog objekta (npr. poziciju klatna), dok relevantnu „sredinu“ mogu da sačinjavaju unutrašnji stepeni slobode, koji se klasično opisuju u obliku termičkih vibracija klatna.

## Spoljašnje veze
- Conceptual vs Physical Systems
- Research in simulation and modeling of various physical systems Архивирано на веб-сајту  (5. новембар 2012)